# Гаганелов, Борис
Борис Атанасов Гаганелов (болг. Борис Атанасов Гаганелов; 7 октября 1941, Петрич, Благоевградская область — 5 июня 2020, София) — болгарский футболист, защитник. Заслуженный мастер спорта Болгарии (1965).

## Клубная карьера
В детстве занимался борьбой, волейболом и легкой атлетикой. Начал заниматься футболом только в 15 лет. Воспитанник команды «Беласицы» из родного города Петрич, в которую попал в 16 лет. В январе 1960 года Гаганелов перешёл в ЦСКА (София). Во взрослом футболе дебютировал в 1960 году выступлениями за первую команду. Он всю карьеру защищал цвета софийского клуба, которая длилась пятнадцать лет. Он сыграл за клуб 350 матчей и забил 2 гола в чемпионате Болгарии. Семикратный чемпион Болгарии и шестикратный обладатель кубка страны. В 1965 году он был назван «Почётным мастером спорта». Он сыграл 36 матчей в еврокубках - 30 в Кубке европейских чемпионов и 6 в Кубке кубков. В сезоне 1966/67 вместе со столичным клубом дошёл до полуфинала Кубка чемпионов.

## В сборной
В 1963 году дебютировал в официальных матчах в составе национальной сборной Болгарии. В течение карьеры в национальной команде, которая длилась 8 лет, провёл в форме главной команды страны 51 матч.
В составе сборной был участником чемпионата мира 1966 года в Англии и чемпионата мира 1970 года в Мексике. На первом из этих турниров участвовал во всех трёх играх болгар на групповом этапе, а в 1970 году выходил на поле лишь в одной игре, проигранной со счётом 2:5 сборной ФРГ.

## Тренерская карьера
Закончив карьеру в 1974 году, Гаганелов начал работать тренером в школе ЦСКА. В 1975 году был назначен помощником Сергия Йоцова в первом составе «Армии». Позже он работал помощником Николы Ковачева. В течение 1980—1982 годов был ассистентом главного тренера сборной Болгарии Атанаса Пуржелова, а в 1993—1994 годах работал в тренерском штабе ЦСКА (София), в первой половине 1994 года исполнял обязанности главного тренера армейской команды.
Умер 5 июня 2020 года в Софии.

## Достижения
ЦСКА
- Чемпион Болгарии (7): 1960/61, 1961/62, 1965/66, 1968/69, 1970/71, 1971/72, 1972/73
- Обладатель Кубка Болгарии (6): 1961, 1965, 1969, 1972, 1973, 1974